# Phanotea peringueyi
Espèce
Synonymes
- Phanotea gowi Lawrence, 1964

Phanotea peringueyi est une espèce d'araignées aranéomorphes de la famille des Zoropsidae.

## Distribution
Cette espèce est endémique du Cap-Occidental en Afrique du Sud,.

## Description
La femelle holotype mesure 10 mm.

## Étymologie
Cette espèce est nommée en l'honneur de Louis Péringuey.

## Publication originale
- Simon, 1896 : Description d'un arachnide cavernicole de l'Afrique australe. Bulletin de la Société Entomologique de France, vol. 1896, p. 285-286 (texte intégral).